# Церква Успіння Пресвятої Богородиці (Жаботин)
Церква Успіння Пресвятої Богородиці — дерев'яна церква в селі Жаботин Черкаського району Черкаської області. Побудована в 1851 році.

## Опис
Церква хрестова в плані, одноголова. До квадратного в плані центрального об'єму з чотирьох сторін примикають нижчі і менші по розмірах зруби. З боків вівтарного зрубу — ризниця і жертовник. Над притвором — двох'ярусна дзвіниця типу два восьмерики на четверику з шатровим верхом. Центральний зруб увінчаний цибулинною главою на високому світловому барабані, а по його кутах розміщені чотири менші декоративні главки в традиційній для російської архітектури схемі. Головний вхід оформлений трехчасним колонним входом.
Розміри пам'ятки: довжина 26 м, ширина 17, висота 21 м. Об'ємно-просторова композиція споруди динамічна: енергійні пірамідальність центральної частини розвивають спрямовані догори лінії дзвіниці. У декоративному оформленні фасадів своєрідно переплетені елементи різних стильових направлень. У інтер'єрі домінує розкритий центральний простір, якому підпорядковані плоско перекриті об'єми бічних гілок, сполучені з ним лучковимі арками-вирізами. На стінах центрального об'єму — монументальний живопис на полотні кінця XIX століття.
Пам'ятка є рідкісним на Правобережжі твором народної дерев'яної архітектури з елементами романтизму.